# Fox (Royaume-Uni et Irlande)
Pour les articles homonymes, voir Fox.
 (septembre 2021).
Si vous disposez d'ouvrages ou d'articles de référence ou si vous connaissez des sites web de qualité traitant du thème abordé ici, merci de compléter l'article en donnant les références utiles à sa vérifiabilité et en les liant à la section « Notes et références ».
Fox (stylisée comme FOX) était une chaîne de télévision payante britannique desservant le Royaume-Uni et l'Irlande, détenue par Fox Networks Group, une unité de Disney International Operations. Elle a été lancée le 12 janvier 2004 sous le nom de FX289, puis a changé son nom en FX en avril 2005 (semblable à l'American FX) et a été renommée FOX en janvier 2013. Composée d'un mélange de comédies et de séries dramatiques, la programmation de la chaîne s'adressait aux adultes de 18 ans à 35 ans.
Il a été annoncé le 17 mai 2021 que Fox cesserait ses activités au Royaume-Uni et en Irlande le 1er juillet 2021. Son contenu a été déplacé vers Star sur Disney+. La chaîne a cessé ses activités comme prévu ce jour-là.

## Historique

### FX289
La chaîne a été lancée le 12 janvier 2004 sous la marque FX289, en référence à son numéro Sky EPG. Dans ses premières années, il a diffusé principalement des films de la bibliothèque de 20th Century Studios.

### FX
Le 21 avril 2005, la chaîne a été rebaptisée FX lors de son passage à l'EPG Sky. En tant que FX, la chaîne ciblait une population principalement masculine. Contrairement à son homologue américain, il a promu et diffusé des émissions produites par Fox et non produites par Fox. Il avait un format similaire à celui de sa chaîne sœur américaine, avec un programme composé en grande partie d'émissions produites par Fox, y compris des comédies telles que Arrested Development, Family Guy, American Dad!, King of the Hill et des drames tels que Millennium, The Shield, X-Files, NYPD Blue. Les émissions non produites par Fox rediffusées ou recevant leur première au Royaume-Uni sur la chaîne incluent The Walking Dead, Falling Skies, Babylon 5, Carnivàle, Highlander, JAG, NCIS.

### Identité visuelle (logo)

Logo de FX289 du 12 janvier 2004 au 21 avril 2005
Logo de FX UK du 21 avril 2005 à 2011
Logo de FX UK de 2011 au 11 janvier 2013
Logo de FOX UK du 11 janvier 2013 à 2015
Logo de FOX UK de 2015 au 1er juillet 2021